# Cymothoa guadeloupensis
Cymothoa guadeloupensis es una especie de crustáceo isópodo marino del género Cymothoa, familia Cymothoidae. Fue descrita científicamente por Fabricius en 1793.

## Distribución
Esta especie se encuentra en el mar Caribe.